# Medina nigra
Medina nigra är en tvåvingeart som beskrevs av Louis-Paul Mesnil 1968. Medina nigra ingår i släktet Medina och familjen parasitflugor. Inga underarter finns listade i Catalogue of Life.